# Falla N'Doye
Falla N'Doye (født 4. marts 1960) er en tidligere senegalesisk fodbolddommer fra Rufisque. Han dømte internationalt under det internationale fodboldforbund FIFA fra 1995 til 2005, hvor han var placeret i den afrikanske dommergruppe. Han har deltog ved VM slutrunden i 2002, hvor det blev til en enkelt kamp for N'Doye.
VM 2002
- Saudi-Arabien –  Irland (gruppespil)[2]